# Fußball-Bundesliga 2018-2019 (Austria)
La Fußball-Bundesliga 2018-2019 (chiamata ufficialmente Tipico Bundesliga per motivi di sponsorizzazione) è stata la 107ª edizione del campionato di calcio austriaco. Il Salisburgo ha vinto il campionato per la tredicesima volta, la sesta consecutiva.

## Stagione

### Novità
La federazione ha aumentato il numero delle squadre partecipanti da 10 a 12; quindi nessuna squadra è stata retrocessa dalla stagione precedente, dal momento che il St. Pölten ha vinto lo spareggio per la retrocessione.

Dalla Erste Liga sono state promosse il Wacker Innsbruck e l'Hartberg, classificatisi rispettivamente al primo e al secondo posto.

### Formula
Le 12 squadre si affrontano in un girone di andata e ritorno, per un totale di 22 giornate. Al termine, le squadre sono divise in due gruppi di sei, in base alla classifica. Tutte le squadre inizieranno il girone con la metà dei punti totalizzati durante la stagione regolare. Ogni squadra incontra le altre del proprio gruppo, in partite di andata e ritorno, per un totale di altre 10 giornate.

La squadra campione è ammessa alla fase a gironi della UEFA Champions League 2019-2020. La seconda classificata è ammessa al terzo turno di qualificazione della UEFA Champions League 2019-2020.

La vincitrice della ÖFB-Cup 2018-2019 è ammessa alla fase a gironi della UEFA Europa League 2019-2020. Se la vincitrice della coppa si è già qualificata per la UEFA Europa League o la UEFA Champions League, la quinta classificata si qualificherà per la UEFA Europa League. La terza classificata è ammessa alla fase a gironi della UEFA Europa League 2019-2020. La quarta classificata è ammessa al terzo turno di qualificazione della UEFA Europa League 2019-2020.

Le squadre classificate al quinto, al settimo e all'ottavo posto partecipano alla gara play-off per l'assegnazione di un altro posto nel secondo turno di qualificazione della UEFA Europa League 2019-2020.

L'ultima classificata retrocederà in Erste Liga.

## Squadre partecipanti
| Club             | Città        | Stadio                  | Stagione precedente    |
| ---------------- | ------------ | ----------------------- | ---------------------- |
| Admira Wacker M. | Mödling      | Bundesstadion Südstadt  | 5º posto               |
| Altach           | Altach       | Cashpoint-Arena         | 8º posto               |
| Austria Vienna   | Vienna       | Franz Horr Stadion      | 7º posto               |
| Hartberg         | Hartberg     | Hartberg Stadion        | 2º posto in Erste Liga |
| LASK             | Pasching     | Waldstadion             | 4º posto               |
| Mattersburg      | Mattersburg  | Pappelstadion           | 6º posto               |
| Rapid Vienna     | Vienna       | Gerhard Hanappi         | 3º posto               |
| Salisburgo       | Salisburgo   | Stadion Wals-Siezenheim | Campione d'Austria     |
| St. Pölten       | Sankt Pölten | NV Arena                | 10º posto              |
| Sturm Graz       | Graz         | Stadion Graz-Liebenau   | 2º posto               |
| Wacker Innsbruck | Innsbruck    | Tivoli-Neu Stadion      | 1º posto in Erste Liga |
| Wolfsberger      | Wolfsberg    | Lavanttal Arena         | 9º posto               |

## Stagione regolare

### Classifica
|  | Pos. | Squadra          | Pt | G  | V  | N  | P  | GF | GS | DR  |
|  | ---- | ---------------- | -- | -- | -- | -- | -- | -- | -- | --- |
|  | 1.   | Salisburgo       | 55 | 22 | 17 | 4  | 1  | 51 | 18 | +33 |
|  | 2.   | LASK             | 46 | 22 | 13 | 7  | 2  | 40 | 19 | +21 |
|  | 3.   | Sturm Graz       | 31 | 22 | 7  | 10 | 5  | 26 | 23 | +3  |
|  | 4.   | Wolfsberger      | 30 | 22 | 7  | 9  | 6  | 32 | 31 | +1  |
|  | 5.   | Austria Vienna   | 30 | 22 | 9  | 3  | 10 | 29 | 28 | +1  |
|  | 6.   | St. Pölten       | 30 | 22 | 8  | 6  | 8  | 26 | 29 | -3  |
|  | 7.   | Mattersburg      | 29 | 22 | 8  | 5  | 9  | 28 | 36 | -8  |
|  | 8.   | Rapid Vienna     | 27 | 22 | 7  | 6  | 9  | 26 | 29 | -3  |
|  | 9.   | Hartberg         | 26 | 22 | 7  | 5  | 10 | 35 | 45 | -10 |
|  | 10.  | Admira Wacker M. | 21 | 22 | 5  | 6  | 11 | 26 | 42 | -16 |
|  | 11.  | Altach           | 18 | 22 | 4  | 6  | 12 | 30 | 32 | -2  |
|  | 12.  | Wacker Innsbruck | 17 | 22 | 4  | 5  | 13 | 17 | 34 | -17 |

Legenda:
      Ammesse alla Poule scudetto
      Ammesse alla Poule retrocessione
Note:

Tre punti a vittoria, uno a pareggio, zero a sconfitta.
In caso di arrivo di due o più squadre a pari punti, la graduatoria verrà stilata secondo la classifica avulsa tra le squadre interessate che prevede, in ordine, i seguenti criteri:
- Punti generali
- Differenza reti generale
- Reti realizzate in generale
- Partite vinte in generale
- Partite vinte in trasferta
- Punti negli scontri diretti
- Differenza reti negli scontri diretti
- Differenza reti generale
- Sorteggio

### Risultati
|                       | Adm  | Alt  | AVi  | Har  | LAS  | Mat  | RVi  | Sal  | SPö  | SGr  | WIn  | Wol    |
| --------------------- | ---- | ---- | ---- | ---- | ---- | ---- | ---- | ---- | ---- | ---- | ---- | ------ |
| Admira Wacker Mödling | –––– | 2-4  | 1-2  | 2-3  | 0-1  | 0-0  | 0-3  | 2-2  | 3-2  | 2-3  | 3-0  | 0-0    |
| Altach                | 0-1  | –––– | 2-0  | 6-1  | 1-2  | 2-3  | 2-2  | 2-3  | 1-2  | 0-2  | 1-2  | 0-1    |
| Austria Vienna        | 4-0  | 1-3  | –––– | 4-2  | 0-3  | 2-1  | 6-1  | 0-2  | 2-0  | 1-1  | 2-1  | 2-3    |
| Hartberg              | 0-1  | 2-1  | 0-1  | –––– | 0-1  | 4-2  | 3-0  | 0-4  | 1-1  | 2-0  | 2-2  | 1-1    |
| LASK                  | 5-1  | 1-1  | 2-0  | 3-3  | –––– | 2-1  | 2-1  | 3-3  | 0-0  | 0-0  | 2-0  | 2-0    |
| Mattersburg           | 2-2  | 1-1  | 2-1  | 1-2  | 1-3  | –––– | 2-1  | 0-2  | 2-0  | 1-1  | 2-1  | 0-6    |
| Rapid Vienna          | 2-0  | 1-1  | 0-1  | 2-2  | 0-1  | 1-0  | –––– | 2-0  | 0-2  | 0-0  | 2-1  | 0-0    |
| Salisburgo            | 3-1  | 1-0  | 2-0  | 2-0  | 3-1  | 2-1  | 2-1  | –––– | 5-1  | 0-0  | 1-1  | 3-0    |
| St. Pölten            | 0-0  | 2-1  | 0-0  | 3-0  | 2-2  | 0-1  | 0-4  | 1-3  | –––– | 2-0  | 2-0  | 4-3    |
| Sturm Graz            | 3-0  | 1-1  | 1-0  | 3-2  | 0-3  | 1-2  | 1-1  | 1-2  | 0-0  | –––– | 1-1  | 3-0    |
| Wacker Innsbruck      | 1-3  | 1-0  | 0-0  | 2-1  | 1-0  | 0-1  | 0-1  | 0-2  | 0-2  | 2-3  | –––– | 1-1    |
| Wolfsberger           | 2-2  | 0-0  | 1-0  | 3-4  | 1-1  | 2-2  | 3-1  | 1-4  | 1-0  | 1-1  | 3-1  | ––––\| |

## Poule scudetto
I punti conquistati nella stagione regolare vengono dimezzati e, in caso, arrotondati per difetto.

### Classifica
|       | Pos. | Squadra        | Pt | G  | V  | N  | P  | GF | GS | DR  |
| ----- | ---- | -------------- | -- | -- | -- | -- | -- | -- | -- | --- |
| [ 1 ] | 1.   | Salisburgo     | 52 | 32 | 25 | 5  | 2  | 79 | 27 | +52 |
|       | 2.   | LASK           | 40 | 32 | 18 | 9  | 5  | 59 | 31 | +28 |
|       | 3.   | Wolfsberger    | 31 | 32 | 12 | 10 | 10 | 47 | 47 | 0   |
|       | 4.   | Austria Vienna | 27 | 32 | 12 | 6  | 14 | 45 | 48 | -3  |
|       | 5.   | Sturm Graz     | 24 | 32 | 10 | 10 | 12 | 37 | 40 | -3  |
|       | 6.   | St. Pölten     | 21 | 32 | 9  | 9  | 14 | 32 | 50 | -18 |

Legenda:

      Campione dell'Austria e ammessa alla UEFA Champions League 2019-2020

      Ammessa alla UEFA Champions League 2019-2020

      Ammessa alla UEFA Europa League 2019-2020

 Ammessa allo spareggio Europa League

### Risultati
|                | AVi  | LAS  | Sal  | SPö  | SGr  | Wol  |
| -------------- | ---- | ---- | ---- | ---- | ---- | ---- |
| Austria Vienna | –––– | 2-2  | 1-2  | 2-2  | 0-1  | 2-0  |
| LASK           | 5-2  | –––– | 0-2  | 0-0  | 1-2  | 3-0  |
| Salisburgo     | 5-1  | 2-1  | –––– | 7-0  | 3-1  | 3-1  |
| St. Pölten     | 1-2  | 0-1  | 1-1  | –––– | 0-1  | 1-3  |
| Sturm Graz     | 1-3  | 2-3  | 1-2  | 0-1  | –––– | 1-2  |
| Wolfsberger    | 1-1  | 0-3  | 2-1  | 4-0  | 2-1  | –––– |

## Poule retrocessione
I punti conquistati nella stagione regolare vengono dimezzati e, in caso, arrotondati per difetto.

### Classifica
|  | Pos. | Squadra          | Pt | G  | V  | N  | P  | GF | GS | DR  |
|  | ---- | ---------------- | -- | -- | -- | -- | -- | -- | -- | --- |
|  | 7.   | Rapid Vienna     | 32 | 32 | 13 | 7  | 12 | 48 | 44 | +4  |
|  | 8.   | Mattersburg      | 28 | 32 | 12 | 7  | 13 | 41 | 48 | -7  |
|  | 9.   | Altach           | 28 | 32 | 9  | 10 | 13 | 48 | 44 | +4  |
|  | 10.  | Admira Wacker M. | 22 | 32 | 8  | 9  | 15 | 42 | 62 | -20 |
|  | 11.  | Hartberg         | 22 | 32 | 10 | 5  | 17 | 48 | 66 | -18 |
|  | 12.  | Wacker Innsbruck | 20 | 32 | 8  | 5  | 19 | 32 | 51 | -19 |

Legenda:
 Ammessa allo spareggio Europa League
      Retrocessa in Erste Liga 2019-2020
Note:

Tre punti a vittoria, uno a pareggio, zero a sconfitta.

### Risultati
|                       | Adm  | Alt  | Har  | Mat  | RVi  | WIn  |
| --------------------- | ---- | ---- | ---- | ---- | ---- | ---- |
| Admira Wacker Mödling | –––– | 1-1  | 2-1  | 0-2  | 3-4  | 3-2  |
| Altach                | 2-2  | –––– | 3-1  | 2-1  | 2-2  | 1-4  |
| Hartberg              | 3-1  | 0-1  | –––– | 2-1  | 2-4  | 0-2  |
| Mattersburg           | 1-1  | 0-0  | 3-0  | –––– | 1-0  | 3-1  |
| Rapid Vienna          | 3-0  | 1-2  | 3-4  | 2-1  | –––– | 1-0  |
| Wacker Innsbruck      | 1-3  | 0-4  | 1-0  | 4-0  | 0-2  | –––– |

## Play-off per l'Europa League

### Semifinale
|              | Risultati |             | Luogo e data           |
| ------------ | --------- | ----------- | ---------------------- |
| Rapid Vienna | 2 - 0     | Mattersburg | Vienna, 28 maggio 2019 |
|              |           |             |                        |

### Finale
|              | Risultati |              | Luogo e data           |
| ------------ | --------- | ------------ | ---------------------- |
| Rapid Vienna | 1 - 2     | Sturm Graz   | Vienna, 30 maggio 2019 |
| Sturm Graz   | 0 - 1     | Rapid Vienna | Graz, 2 giugno 2019    |
|              |           |              |                        |

## Classifica marcatori
| Gol |  |  | Giocatore           | Squadra        |
| --- |  |  | ------------------- | -------------- |
| 20  |  |  | Munas Dabbur        | Salisburgo     |
| 13  |  |  | João Victor         | LASK           |
| 11  |  |  | Michael Liendl      | Wolfsberger    |
| 10  |  |  | Smail Prevljak      | Salisburgo     |
| 9   |  |  | René Gartler        | St. Pölten     |
| 8   |  |  | Alexander Grünwald  | Austria Vienna |
| 8   |  |  | Hannes Wolf         | Salisburgo     |
| 7   |  |  | Fredrik Gulbrandsen | Salisburgo     |
| 7   |  |  | Christoph Monschein | Austria Vienna |
| 7   |  |  | Rajko Rep           | Hartberg       |